# Reinborn
Reinborn is een plaats in de Duitse gemeente Waldems, deelstaat Hessen.

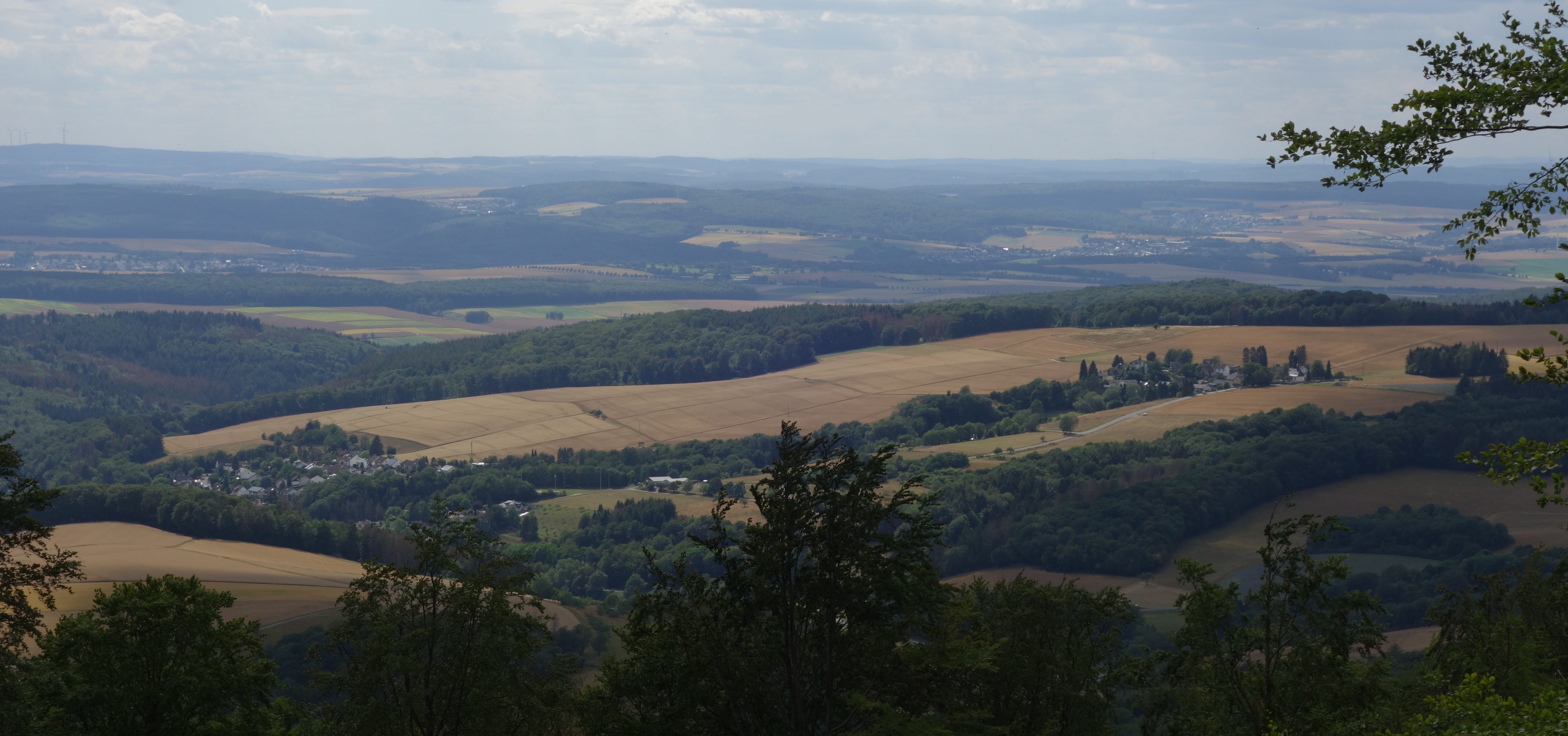
Reinborn (rechts), gezien vanaf de berg Windhain (Niederems aan de linkerkant)